# Coregonus duplex
Coregonus duplex es una especie de pez de la familia Salmonidae en el orden de los Salmoniformes.